# Окамото, Хидэо
Хидэо Окамото (яп. 岡本 秀雄; род. 20 июля 1948) — японский гребец, выступавший за сборную Японии по академической гребле в начале 1970-х годов. Участник ряда крупных регат международного значения, в том числе регаты на летних Олимпийских играх в Мюнхене.

## Биография
Хидэо Окамото родился 20 июля 1948 года.
Наибольшую известность как гребец получил в сезоне 1972 года, когда вошёл в основной состав японской национальной сборной и благодаря череде удачных выступлений удостоился права защищать честь страны на летних Олимпийских играх в Мюнхене. Участвовал здесь в программе мужских одиночек — в предварительном квалификационном заезде отстал от лидера более чем на 30 секунд и занял итоговое пятое место, тогда как на этапе дополнительных отборочных заездов оказался четвёртым — с этим результатом в полуфинальную стадию соревнований не прошёл.
После мюнхенской Олимпиады Окамото больше не показывал сколько-нибудь значимых результатов в академической гребле на международном уровне.